# گورستان ایرقایه
گورستان ایرقایه مربوط به سده‌های متاخر دوران‌های تاریخی پس از اسلام است و در شهرستان بجنورد، بخش راز و جرگلان، دهستان جرگلان، روستای ایرقایه واقع شده و این اثر در تاریخ ۱۸ شهریور ۱۳۸۷ با شمارهٔ ثبت ۲۳۱۸۲ به‌عنوان یکی از آثار ملی ایران به ثبت رسیده است.